# Duane Causwell
Duane Causwell (Queens, Nueva York, 31 de mayo de 1968) es un exjugador de baloncesto estadounidense que jugó 11 temporadas en la NBA. Con 2,13 metros de altura, lo hacía en la posición de pívot.

## Trayectoria deportiva

### Universidad
Jugó durante tres temporadas con los Owls de la Universidad de Temple, en las que promedió 7,2 puntos y 6,0 rebotes por partido. En su temporada júnior batió el récord de su universidad al conseguir 124 tapones, acabando segundo de todo el país con un promedio de 4,13 por partido. Lideró la Atlantic Ten Conference en rebotes y tapones, siendo incluido en el segundo mejor quinteto de la temporada.

### Profesional
Fue elegido en la decimoctava posición del Draft de la NBA de 1990 por Sacramento Kings, donde se convirtió en el pívot titular del equipo. Lideró a los rookies en el total de tapones, con 148, consiguiendo un récord de la franquicia al conseguir 9 frente a Denver Nuggets el 19 de abril. Al día siguiente consiguió su mejor registro anotador ante Portland Trail Blazers, al conseguir 22 puntos, a los que añadió 14 rebotes. En su segunda temporada se asentó en el puesto de titular, con unos promedios de 8,0 puntos y 7,3 rebotes por partido, batiendo nuevamente un récord de los Kings, el de tapones en una temporada, con 215, superando ampliamente los 184 que consiguió Sam Lacey en la temporada 1973-74. Promedió 2,69 tapones por noche en sólo 28,6 minutos de juego, acabando en al séptima posición de la liga.
Al año siguiente comenzaría su problema con las lesiones, que le fueron apartando paulatinamente de la titularidad. Esa temporada se perdió 27 partidos, aunque a pesar de ello realizó las mejore estadísticas de su carrera en anotación, con 8,2 puntos por partido. En la temporada 1993-94 se perdería más de la mitad de los partidos por una fractura en su pierna izquierda. En el mes de febrero, fue traspasado a Detroit Pistons a cambio de Olden Polynice y David Wood, pero tres días más tarde se tuvo que reconsiderar el acuerdo, ya que Causwell no pasó las pruebas médicas de los Pistons. Los Kings volvieron a hacerse cargo del jugador, mandando a Pete Chilcutt y una futura primera ronda del draft a Detroit en compensación. Polynice acabaría mandando a Causwell al banquillo.
Continuó tres años más en los Kings, pero su presencia en la pista era cada vez menor, sobre todo desde la llegada de Brian Grant al equipo. A pesar de ello, siguió demostrando una buena eficacia defensiva, siendo en la temporada 1995-96 el segundo mejor taponador del equipo a pesar de jugar poco más de 14 minutos por encuentro. En 1997 fue traspasado a Miami Heat a cambio de Gary Grant y Matt Fish. Su función en su nuevo equipo se limita a dar minutos de descanso a su estrella, Alonzo Mourning. Apenas participa en 37 partidos en su primer año en los Heat, y sólo 19 al año siguiente, perdiéndose gran parte de la temporada por una lesión en su mano derecha. Continúa dos temporadas más en activo, pero con continuas lesiones que finalmente hicieron que en octubre de 2002 fuera despedido, abandonando definitivamente la práctica del baloncesto.

## Estadísticas de su carrera en la NBA

### Temporada regular
| Temp.   | Edad | Equipo     | Liga | P   | TIT | MIN  | TC  | TCA | %TC  | 3P  | 3PA | %3P  | TL  | TLA | %TL  | R.OF. | R.DEF. | REB | ASIS | ROB | TAP | PER | FP  | PTS |
| 1990-91 | 22   | Sacramento | NBA  | 76  | 55  | 22.6 | 2.8 | 5.4 | .508 | 0.0 | 0.0 |      | 1.4 | 2.2 | .636 | 1.9   | 3.3    | 5.1 | 0.9  | 0.6 | 1.9 | 1.3 | 3.0 | 6.9 |
| 1991-92 | 23   | Sacramento | NBA  | 80  | 77  | 28.6 | 3.1 | 5.7 | .549 | 0.0 | 0.0 | .000 | 1.7 | 2.8 | .613 | 2.5   | 4.8    | 7.3 | 0.7  | 0.6 | 2.7 | 1.6 | 3.5 | 8.0 |
| 1992-93 | 24   | Sacramento | NBA  | 55  | 45  | 22.0 | 3.2 | 5.8 | .545 | 0.0 | 0.0 | .000 | 1.9 | 3.0 | .624 | 2.0   | 3.5    | 5.5 | 0.6  | 0.6 | 1.6 | 1.1 | 3.5 | 8.2 |
| 1993-94 | 25   | Sacramento | NBA  | 41  | 8   | 16.4 | 1.7 | 3.3 | .518 | 0.0 | 0.0 |      | 1.0 | 1.7 | .588 | 1.7   | 2.9    | 4.5 | 0.3  | 0.5 | 1.2 | 0.8 | 2.7 | 4.4 |
| 1994-95 | 26   | Sacramento | NBA  | 58  | 24  | 14.1 | 1.3 | 2.5 | .517 | 0.0 | 0.0 | .000 | 1.0 | 1.7 | .582 | 1.0   | 2.0    | 3.0 | 0.3  | 0.2 | 1.4 | 0.6 | 2.5 | 3.6 |
| 1995-96 | 27   | Sacramento | NBA  | 73  | 26  | 14.3 | 1.2 | 3.0 | .417 | 0.0 | 0.0 | .000 | 1.0 | 1.3 | .729 | 1.2   | 2.2    | 3.4 | 0.3  | 0.4 | 1.1 | 0.7 | 2.4 | 3.4 |
| 1996-97 | 28   | Sacramento | NBA  | 46  | 8   | 12.6 | 1.0 | 2.0 | .511 | 0.0 | 0.1 | .667 | 0.4 | 0.8 | .541 | 1.2   | 1.5    | 2.8 | 0.4  | 0.3 | 0.8 | 0.7 | 2.8 | 2.6 |
| 1997-98 | 29   | Miami      | NBA  | 37  | 2   | 9.8  | 1.0 | 2.4 | .416 | 0.0 | 0.0 |      | 0.4 | 0.7 | .577 | 0.8   | 1.9    | 2.7 | 0.1  | 0.2 | 0.7 | 0.5 | 2.0 | 2.4 |
| 1998-99 | 30   | Miami      | NBA  | 19  | 1   | 7.2  | 1.1 | 1.8 | .571 | 0.0 | 0.0 |      | 0.2 | 0.6 | .333 | 0.7   | 1.1    | 1.8 | 0.1  | 0.0 | 0.6 | 0.9 | 1.7 | 2.3 |
| 1999-00 | 31   | Miami      | NBA  | 25  | 2   | 7.4  | 0.8 | 1.5 | .541 | 0.0 | 0.0 |      | 1.0 | 1.5 | .684 | 0.4   | 1.4    | 1.9 | 0.1  | 0.1 | 0.6 | 0.4 | 1.7 | 2.6 |
| 2000-01 | 32   | Miami      | NBA  | 31  | 14  | 12.4 | 1.0 | 2.7 | .376 | 0.0 | 0.0 |      | 0.4 | 0.8 | .480 | 0.7   | 1.9    | 2.7 | 0.2  | 0.3 | 0.6 | 0.7 | 2.2 | 2.5 |
| Total   |      |            | NBA  | 541 | 262 | 17.4 | 1.9 | 3.8 | .507 | 0.0 | 0.0 | .286 | 1.1 | 1.8 | .618 | 1.5   | 2.7    | 4.2 | 0.4  | 0.4 | 1.4 | 0.9 | 2.7 | 4.9 |

### Playoffs
| Temp.   | Edad | Equipo     | Liga | P | MIN | TCA | TC | 3PA | 3P | TLA | TL | R.OF. | REB | ASIS | ROB | TAP | PER | FP | PTS | %TC  | %3P  | %FT  | MIN  | PTS | REB | AST |
| 1995-96 | 27   | Sacramento | NBA  | 2 | 25  | 1   | 3  | 0   | 1  | 3   | 4  | 1     | 5   | 1    | 0   | 0   | 2   | 3  | 5   | .333 | .000 | .750 | 12.5 | 2.5 | 2.5 | 0.5 |
| 1997-98 | 29   | Miami      | NBA  | 1 | 5   | 0   | 0  | 0   | 0  | 0   | 0  | 0     | 2   | 0    | 0   | 0   | 1   | 0  | 0   |      |      |      | 5.0  | 0.0 | 2.0 | 0.0 |
| 1998-99 | 30   | Miami      | NBA  | 4 | 20  | 1   | 2  | 0   | 0  | 4   | 6  | 0     | 2   | 1    | 1   | 0   | 0   | 2  | 6   | .500 |      | .667 | 5.0  | 1.5 | 0.5 | 0.3 |
| 2000-01 | 32   | Miami      | NBA  | 1 | 5   | 0   | 1  | 0   | 0  | 0   | 0  | 0     | 3   | 0    | 0   | 0   | 0   | 1  | 0   | .000 |      |      | 5.0  | 0.0 | 3.0 | 0.0 |
| Total   |      |            | NBA  | 8 | 55  | 2   | 6  | 0   | 1  | 7   | 10 | 1     | 12  | 2    | 1   | 0   | 3   | 6  | 11  | .333 | .000 | .700 | 6.9  | 1.4 | 1.5 | 0.3 |